# Esfahan (shahrestan)
Esfahan (persiska: اِصفَهان), eller Shahrestan-e Esfahan (شهرستان اصفهان), är en delprovins (shahrestan) i Iran. Den ligger i provinsen Esfahan, i den centrala delen av landet. Administrativt centrum är Irans tredje största stad Esfahan.
Delprovinsen hade 2 243 249 invånare vid folkräkningen 2016.